# Монастирська сотня
Монастирська сотня також Монастирищенська — адміністративно-територіальна одиниця Прилуцького полку Гетьманської України (1648—1782 роки). Центр — містечко Монастирище. 

## Географія
Сотня займала обидва береги річки Удаю (у верхів'ї) і береги двох його приток — Іченьки і Галки. Територія, зайнята сотнею, поділялася річкою Удаєм на лівобережну — низинну і заліснену, та на правобережну — степову. Площа сотні займала близько 616 км².

## Історія
Сформувалася у складі Прилуцького полку восени 1648 року. Юридично закріплена Зборівською угодою в жовтні 1649 у базовій кількості 98 козаків. 1658 року до неї приєднали Галицьку сотню Прилуцького полку.

Розташування Монастирської сотні на мапі Прилуцького полку станом на 1781 рік.

В 1668 році Монастирська сотня брала участь у Антимосковському повстанні, відомо, що місцеве українське населення відмовилося віддавати харчі московським загарбникам і знищили їх в сотенному центрі — Монастирищі. В цей час всі міщани покозачились, а війт містечка Монастирища, разом з війтами інших сотенних центрів Прилуцького полку відмовився прибути в Прилуки до царського воєводи Загрязького і дати пояснення про причини заворушень і безладдя.
За  даними  ревізії 1713 року, у сотні налічувалось 322 господарства селян (козаки не показані), 386 волів, 44 коней. 
У 1722 році ця сотня у складі козацького лівобережного війська вирушила в далекий Перський похід. Перший імператор Російської імперії Петро I віддав наказ відправити до перських кордонів тисячі козаків. Майже із 7 тисяч козаків повернулося в Україну лише 646. Чимало померло в поході, серед них і монастирищенський сотник Павло Соханський у 1724 році.
А через півтора року козаків знову відправили в похід на південь до ріки Коломак де в серпні-вересні 1723 року були написані однойменні козацькі петиції, що вимагали відновлення козацьких прав, документ був переданий Петру І майбутнім Монастирським сотником, а в той час — військовим канцеляристом Іваном Романовичем 10 листопада 1723 року. Реакція російської влади на документ було миттєвою, жодних вимог виконано не було, а всіх активістів було заарештовано.
1729 року на території сотні 7 населених пунктів (містечко, 4 села, селище та слобідка), в яких налічувалося 171 господарство козаків,  572 господарства селян і підсусідків.  
В листопаді 1728 року постало питання про обрання гідних кандидатів на вакантний уряд сотника Монастирищенської сотні Прилуцького полку, товариство так і не змогло знайти з-поміж себе козака, котрий «до правления сотенного был бы способен и за ними мог обстоювати», і було змушене просити про призначення їм за сотника «прийшлого». Мова йшла про канцеляриста Генеральної військової канцелярії Івана Романовича, котрий був присланий гетьманським урядом із дорученням у сотню. Своєрідним «виправданням» цього вчинку козаків може слугувати (крім імовірного вміння канцеляриста загравати з товариством) той факт, що попередник Романовича на уряді, наказний сотник Григорій Забарний, «прославився» службовими зловживаннями, жорстоким поводженням до підлеглих і саме за клопотанням товариства був позбавлений влади гетьманом і наказом полковника Носенка.
Після відновлення гетьманського правління у часи Данила Апостола, з 1728 року до кінця існування сотні в 1782 році сотнею незмінно керувала козацька династія Романовичів.
1737 року до сотні входять 11 населених пунктів (містечко, 4 села, 5 селищ та хутір), 122 господарства козаків (48 виборних, 74 підпомічників) і 39 козачих підсусідків; 340 господарства селян і 134 підсусідків. А вже у 1750-х роках — 18  населених пунктів  (містечко, 5 сіл, 4 селища, слобідка та 7 хуторів). 
По даних ревізії 1764 року в Монастирській сотні значилося 5529 душ чоловічої статі (355 козаків виборних, 205 козаків підпомічників та 4969 дворян, різночинців і посполитих).
На 1780 рік в сотню входили 44 населених пункти: 1 містечко, 9 сіл, 4 селища та 30 хуторів. В ній знаходилось дворів: 11 дворян і шляхтичів, 20 різночинців, 14 духовенства, 17 церковників, 203 козаків (393 хати, та 8 бездворових), 612 селян (899 хат, та 66 бездворових) та 113 підсобних козаків та посполитих (206 хат, та 73 бездворові).
Сотня незмінно перебувала у Прилуцькому полку до анексії Гетьманщини 1782 року. Територія увійшла до складу Чернігівського намісництва.

## Населення
| 1713   | 1729   | 1737   | 1764    | 1780    |
| ------ | ------ | ------ | ------- | ------- |
| ~4,500 | ~7,900 | ~6,700 | ~11,900 | ~16,300 |

## Населені пункти
| №  | Назва                       | Статус   | Населення (1780) | Дворів (1718) | Дворів (1729) | Дворів (1731) | Дворів (1737) | Дворів (1740) | Дворів (1753) | Дворів (1780)          | Дворів (1780) |
| -- | --------------------------- | -------- | ---------------- | ------------- | ------------- | ------------- | ------------- | ------------- | ------------- | ---------------------- | ------------- |
| 1  | Монастирище                 | містечко | 3,411            | 173           | 303           |               |               | 91 (185 хат)  |               | 226+29 бездворових хат | 298 (428 хат) |
| 2  | Сальне                      | село     | 1,521            |               |               | 31            |               | 21 (25 хати)  | 14 (66 хат)   | 96+44 бездворові хати  | 78 (122 хати) |
| 3  | Галиця (з 1672)             | село     | 1,445            |               |               |               | 95            |               |               | 92+79 бездворових хат  | 89 (189 хат)  |
| 4  | Обичів (з 1750-х)           | село     | 1,067            |               |               |               |               | 64 (81 хата)  |               | 107+16 бездворових хат | 24 (47 хат)   |
| 5  | Петрівка                    | село     | 965              |               |               |               |               | 39 (55 хат)   |               | 68+41 бездворова хата  | 81 (144 хати) |
| 6  | Велика Дівиця (з 1750-х)    | село     | 877              |               |               |               | 60            |               |               | 38+63 бездворові хати  | 68 (142 хати) |
| 7  | Вейсбахівка                 | село     | 852              |               |               |               |               | 7 (7 хат)     |               | 38                     | 53 (166 хат)  |
| 8  | Заудайка                    | село     | 650              |               |               |               | 58            |               |               | 56                     | 53 (91 хата)  |
| 9  | Хаєнки (до 1750-х)          | село     | 637              |               |               |               |               | 23 (24 хати)  |               | 66+2 бездворові хати   | 50 (73 хати)  |
| 10 | Радьківка (з 1750-х)        | село     | 637              |               |               |               |               |               | 5 (10 хат)    | 65+11 бездворових хат  | 21 (34 хати)  |
| 11 | Андріївка                   | село     | 605              |               |               |               | 27            |               |               | 49+7 бездворових хат   | 24 (44 хати)  |
| 12 | Татарівка                   | селище   | ~700             |               |               |               |               |               | 21 (92 хати)  |                        | 39 (67 хат)   |
| 13 | Грабів                      | селище   | ~350             | 8             | 12 хат        | 10 хат        | 9             |               |               |                        | 15 (34 хати)  |
| 14 | Стефанівка                  | селище   | ~300             |               |               |               |               |               | 16 хат        |                        | 21 (29 хат)   |
| 15 | Шняківка                    | селище   | ~300             |               |               |               |               |               | 3 (20 хат)    |                        | 29 хат        |
| 16 | Воронівка                   | селище   | ~150             |               |               |               |               | 14 (18 хат)   |               |                        | 16 (23 хати)  |
| 17 | Вернигорівський (до 1750-х) | хутір    |                  |               |               |               |               |               |               |                        |               |
| 18 | Носулівщина (з 1760)        | хутір    |                  |               |               |               |               |               |               |                        |               |
| 19 | Кикальський                 | хутір    |                  |               |               |               |               |               |               |                        |               |
| 20 | Келербета Іваша             | хутір    |                  |               |               |               |               |               |               |                        |               |
| 21 | Фарскахія Юрія              | хутір    |                  |               |               |               |               |               |               |                        |               |
| 22 | Бринків                     | хутір    |                  |               |               |               |               |               |               |                        |               |
| 23 | Грабівський                 | хутір    |                  |               |               |               |               |               |               |                        |               |
| 24 | Киселя                      | хутір    |                  |               |               |               |               |               |               |                        |               |
| 25 | Романовича, перший          | хутір    |                  |               |               |               |               |               |               |                        |               |
| 26 | Романовича, другий          | хутір    |                  |               |               |               |               |               |               |                        |               |
| 27 | Сахновського, перший        | хутір    |                  |               |               |               |               |               |               |                        |               |
| 28 | Сахновського, другий        | хутір    |                  |               |               |               |               |               |               |                        |               |
| 29 | Сахновського, третій        | хутір    |                  |               |               |               |               |               |               |                        |               |
| 30 | Селецького, перший          | хутір    |                  |               |               |               |               |               |               |                        |               |
| 31 | Селецького, другий          | хутір    |                  |               |               |               |               |               |               |                        |               |
| 32 | Біля Монастирища            | хутір    |                  |               |               |               |               |               |               |                        |               |
| 33 | Ніжинського грека           | хутір    |                  |               |               |               |               |               |               |                        |               |
| 34 | Шнаківський                 | хутір    |                  |               |               |               |               |               |               |                        |               |
| 35 | Кривеньківський             | хутір    |                  |               |               |               |               |               |               |                        |               |

## Старшина

### Сотники
| №  | Прізвище, ім'я                | Термін правління                        |
| -- | ----------------------------- | --------------------------------------- |
| 1  | Мальченко Дацько              | ? — 1649 — ?                            |
| 2  | Городенко Іван                | ? — березень 1650 — ?                   |
| 3  | Гарасименко (Герасимов) Семен | ? — 1651                                |
| 4  | Карасенко Левко               | ? — травень 1672 — ?                    |
| 5  | Михайлів Іван                 | ? — лютий 1676 — ?                      |
| 6  | Карасенко Левко               | ? — травень 1682—1704 — ?               |
| 7  | Соханський Павло              | 9 липня 1716—1722                       |
| 8  | Ягельницький Михайло          | ? — жовтень 1723 — ?                    |
| 9  | Соханський Павло              | ? — 1724                                |
| 10 | Карась Павло                  | 1725,1727 (наказний)                    |
| 11 | Донець Андрій                 | 1728 (наказний)                         |
| 12 | Зеленський Григорій           | липень 1728 — 10 грудня 1728 (наказний) |
| 13 | Романович Іван                | 1728 — 1763                             |
| 14 | Головка Іван                  | 1738 (наказний)                         |
| 15 | Романович Петро               | 4 жовтня 1763 — 1772                    |
| 16 | Романович Михайло             | 15 серпня 1772 — 10 серпня 1781         |

### Отамани
| №  | Прізвище, ім'я    | Термін на посаді                        |
| -- | ----------------- | --------------------------------------- |
| 1  | Клименко Іван     | ? — лютий 1676 — ?                      |
| 2  | Коваленко Іван    | ? — травень 1682 — ?                    |
| 3  | Донець Андрій     | ? — червень 1725 — лютий 1728 — 1732— ? |
| 4  | Келембет Антон    | ? — 1737 — ?                            |
| 5  | Максимчук Іван    | ? — 1738 — ?                            |
| 6  | Андруша Петро     | ? — 1740 — 1746 — ?                     |
| 7  | Головка           | ?                                       |
| 8  | Фурса Яків        | ? — 1760 — ?                            |
| 9  | Шевченко          | ? — 1772                                |
| 10 | Данилевський Іван | 1773 — 1778                             |
| 11 | Фурса Яків        | 1778 — 1782                             |

### Писарі
| № | Прізвище, ім'я      | Термін на посаді |
| - | ------------------- | ---------------- |
| 1 | Петро Будинський    | ? — 1725 — ?     |
| 2 | Грудницький Михайло | 1745 — 1749      |
| 3 | Данилевський Кирило | ? — 1759 — ?     |
| 4 | Фурса Яків          | 1772 — 1778      |
| 5 | Юрченко Андрій      | ? — 1771 — ?     |

### Осавули
| № | Прізвище, ім'я  | Термін на посаді |
| - | --------------- | ---------------- |
| 1 | Горбаль Роман   | ? — 1732 — ?     |
| 2 | Богданець Іван  | ? — 1737 — ?     |
| 3 | Шендюх Іван     | ? — 1738 — ?     |
| 4 | Киндач Іван     | ? — 1740 — ?     |
| 5 | Федорцов Василь | 1772 — 1779 — ?  |
| 6 | Головка Йосип   | 1782             |

### Хорунжі
| № | Прізвище, ім'я    | Термін на посаді          |
| - | ----------------- | ------------------------- |
| 1 | Вишенський Стефан | ? — 1725 — ?              |
| 2 | Вишенський Федір  | ? — 1725 — ?              |
| 3 | Дриґа Іван        | ? — 1731 — ?              |
| 4 | Головня Іван      | ? — 1732 — ?              |
| 5 | Фурса Яків        | ? — 1737 — 1740           |
| 6 | Верескун Іван     | 1740 — ?                  |
| 7 | Фурса Іван        | 24 серпня 1740 — 1774 — ? |
| 8 | Писанка Семен     | 6 грудня 1778 — 1779 — ?  |
| 9 | Куриленко Яків    | ? — 1781 — ?              |

## Склад сотні на 1649 рік

### Старшина
| № | Прізвище, ім'я   | Посада |
| - | ---------------- | ------ |
| 1 | Дацько Мальченко | сотник |

### Рядові козаки
Роман Середа, Богдан Савченко, Карп Павленко, Яків Кіндратенко, Данило Павлюченко, Грицько Чорний, Васько Кіндратенко, Федір Селивоненко, Грицько Чорний, Андрій Євхименко, Лашко Циганенко, Дорош Перетяченко, Іван Семененко, Лаврин Тищенко, Федір Павленко, Пархом Тищенко, Савка Назаренко, Данило Багматенко, Петро Андрієнко, Яцко Кузьменко, Васько Калюжний, Андрій Карпенко, Кузьма Шарченко, Яцко Савченко, Іван Гордієнко, Хома Прокопенко, Курило Булдун, Васько Карась, Степан Білий, Андрій Максименко, Євфим Рогозовець, Конаш Іваненко, Грицько Барбак, Семен Селивоненя, Семен Гарасименко, Олекса Максид, Радько Канівець, Конаш Іваненко, Іван Олексенко, Кузьма Жегало, Левко Кухлювченко, Яким Матвієнко, Радько Гарасименко, Іван Нищименко, Іван Тимошенко, Матвій Бойченко, Максим Нищименко, Андрій Саченко, Хвиль Євсієнко, Пилип Кулешенко, Іван Ісаєнко, Кирик Гриненко, Прокоп Теліженко, Матвій Миценко, Опанас Ярмошенко, Матвій Борченко, Петро Остапенко, Луцик Андрієнко, Стецько Вороновський, Кость Василенко, Мартин Козленко, Яцко Левченко, Фесько Матяшенко, Лесько Квасовенко, Ярмола Савченко, Лесько Олійниченко, Дацько Лазченко, Іван Василенко, Фесько Федоренко, Савка Микитенко, Грицько Ломаченко, Демид Семененко, Іван Ющенко, Васько Федоренко, Ігнат Максименко, Ігнат Кияниченко, Юсько Мельничен, Мартин Лащенко, Ярмош Гребениченко, Степан Чайковський, Іван Безшапка, Максим Розвадченко, Семен Бережний, Хурс Пустовойтенко, Фесько Косовченко, Нестор Коштура, Васько Біленко, Роман Чорний, Сахно Шпаченко, Марко Чудомаренко, Савка Ісаєнко, Максим Севериненко, Федько Ґресенко, Нечипор Половченко, Павло Скрипченко, Семен Кривошиєнко, Федір Гордієнко.

## Склад сотні на 1725 рік
| № | Прізвище, ім'я    | Посада          |
| - | ----------------- | --------------- |
| 1 | Павло Карась      | наказний сотник |
| 2 | Стефан Вишенський | хорунжий        |
| 3 | Андрій Донець     | отаман          |
| 4 | Петро Будинський  | писар           |
| 5 | Павло Іванович    | війт            |
| 6 | Кіндрат Кокур     | бурмістр        |

## Склад сотні на 1732 рік

### Духовенство
| № | Прізвище, ім'я                   | Посада                                |
| - | -------------------------------- | ------------------------------------- |
| 1 | Василій Лук'янов                 | ієрей, священник, вікарій Заудайський |
| 2 | Василій …шинський                | священник, вікарій                    |
| 3 | Моісей Суханський                | священник                             |
| 4 | Петро Суханський                 | священник                             |
| 5 | Іван Суханський                  | священник                             |
| 6 | Василій Суханський               | священник                             |
| 7 | Іван Яковлєв Заудайський         | священник                             |
| 8 | Григорій Лашкевич Андрієвський   | священник                             |
| 9 | Петровський Антоній Сугаковський | священник                             |

### Старшина
| № | Прізвище, ім'я | Посада   |
| - | -------------- | -------- |
| 1 | Іван Романович | сотник   |
| 2 | Андрій Донець  | сотник   |
| 3 | Іван Дрига     | хорунжий |
| 4 | Роман Горбаль  | осавул   |

### Рядові козаки
Михайло Шарко, Іван Шендюх, Яків Слюсар, Грицько Корнієнко, Тиміш Помазан, Василь Козаченко, Тиміш Симирененко, Онисько Максимець, Лесько Лучка, Кондрат Тютюнник, Лесько Кузьменко, Петро Галат, Іван Гмиранець, Василь Медза, Яків Фурсенко, Філон Євчук, Кузьма Голявка, Іван зять Халявчин, Іван Омельченко, Іван Омельченко другий, Левко Глебко, Іван Вертей, Лесько Смілик, Омелько Мозенко, Микита Мозенко, Федір Лазоренко, Левко Збарозский, Феско Зборозский, Омелько Галат, Опанас Слюсар, Іван Кривенченко, Стефан Рак, Павло Тимченко, Єсап Шийченко, Кирило Дмитренко, Іван Шийка, Давид Демченко, Яків Клипа, Стефан Слюсар, Михайло Курут, Демко Корецький, Грицько Тютюнниченко, Лесько Тютюнниченко, Ігнат Слюсар, Матвій Сайко, Остап Шийка, Петро …митель, Степан Куций, Артем Тонкало, Іван Коваленко, Юрко Коваленко, Стефан Коваленко, Федір Кривенко, Іван Лесюн, Степан Мовчан, Стефан Бабич, Лесько Петриченко, Яким Рибка, Петро Московка, Лесько Конпанець, Іван Заваденко, Самойло Дзюба, Андрій Ювченко, Петро Панчошний, Клим Андрієнко, Матвій Гавриленко, Павло Гавриленко, Тиміш Бондаренко, Петро Даниленко, Василь Даниленко, Іван Клунок, Михайло Ющенко, Іван Хвесенко, Іван Михайленко, Степан Лещенко, Юсько Панчошний, Місей Горох, Василь Шило, Каленик Вакуленко, Василь Коваленко, Лаврен Малиш, Петро Майдан, Андрій Макуха, Радко Макаренко, Мартин Олексієнко, Стефан Хобіт, Грицько Сидоренко, Філон Іващенко, Кирило Хоменко, Петро Уличний, Яків Жадько, Федір Смоленський, Карп Гладун, Кирило Жадько, Кость Єсипенко, Омелько Величко, Ничипор Ботвина, Грицько Харсюк, Антон Курочка, Потап Куниченко, Улас Западинець, Трохим Мастний, Лесько Мажний, Семен Симерана, Петро Голодний, Ігнат Малиш, Василь Кривенко, Опанас Фурса, Данило Базарний, Дем'ян і Степан Коваленки, Федір і Юсько Голодні, Кость і Іван Богданець, Фесько Горбаль, Іван і Ничипор Безносенки, Петро і Степан Смілики, Іван і Лесько Максинці, Омелько Персетик, Дорош і Харко Смілики, Яків і Омелько Смілики, Дмитро Шевченко, Степан Гречка, Максим Пивоваренко, Іван Бут, Стефан Коваленко, Павло Суховерхий, Гарасим Костик, Кирило Кикот, Іван Коваленко, Семен Суховерхий, Михайло Кошевич, Федір Сергієнко, Артем Севириненко, Демко Куточка, Павло Максимець, Федір Шевченко, Стецько Голоднієнко, Яків Нестеренко, Антун Келембет, Антун Келембет другий, Ігнат Слюсаренко, Михайло Суховерхий, Трохим Борщ, Нестор Сахненко, Назар Близнюк, Лаврен Кривонус, Мартін Олексенко, Гаврило Уличний, Артем Гартуненко, Іван Белян, Василь Белян, Федір Текаленко, Кирило Текаленко, Пилип Велерецький, Федір Жадченко.

### Міщани Монастирські
| № | Прізвище, ім'я      | Посада   |
| - | ------------------- | -------- |
| 1 | Грицько Кухлювський | війт     |
| 2 | Кіндрат Кокор       | бурмістр |
| 3 | Стефан Петренко     |          |
| 4 | Іван Калачник       |          |
| 5 | Федір Яковлєв       |          |